# Daan Hoole
Daan Hoole (* 22. Februar 1999 in Zuidland) ist ein niederländischer Radrennfahrer.

## Sportlicher Werdegang
Nach mehreren Podiumsplatzierungen bei den Junioren, unter anderem Platz 2 bei Paris-Roubaix juniors und Platz 3 bei der Trofeo Karlsberg wurde Hoole zur Saison 2018 Mitglied in der SEG Racing Academy, für die er bis 2021 fuhr. 2019 gewann er die nationalen Meisterschaften im Einzelzeitfahren der U23. Seinen ersten internationalen Einzelerfolg erzielte Hole bei der Coppa della Pace 2021.
Ab August 2021 bekam Hole die Möglichkeit, als Stagiaire für das UCI WorldTeam Trek-Segafredo zu fahren. Kurz darauf gewann er die Bronzemedaille im U23-Einzelzeitfahren bei den Europameisterschaften. Am Ende des Jahres wurde er von Trek-Segafredo als Profi übernommen. Für sein Team konnte er bisher (2023) keine zählbaren Erfolge erringen. 2024 gewann er jedoch die niederländischen Meisterschaft im Einzelzeitfahren und wurde ins Team für die Olympischen Spiele berufen, wo er im Einzelzeitfahren den 17. und im Straßenrennen den 72. Platz belegte. Bei den Europameisterschaften im selben Jahr verpasste er als Vierter nur knapp die Medaillenränge.
Im Jahr 2025 gewann der das zweite Einzelzeitfahren des Giro d’Italia, das über 28,6 Kilometer von Lucca nach Pisa führte.

## Erfolge
2016
- Mannschaftszeitfahren und Nachwuchswertung Sint-Martinusprijs Kontich

2019
- Niederländischer Meister (U23) – Einzelzeitfahren

2020
- Mannschaftszeitfahren Orlen Nations Grand Prix

2021
- Mannschaftszeitfahren Tour de l’Avenir
- Coppa della Pace
- Europameisterschaften (U23) – Einzelzeitfahren

2024
- Niederländischer Meister – Einzelzeitfahren

2025
- eine Etappe Giro d’Italia
- Niederländischer Meister – Einzelzeitfahren

## Grand-Tour-Platzierungen
| Grand Tour            | 2022 | 2023 | 2024 |
| --------------------- | ---- | ---- | ---- |
| Giro d’ItaliaGiro     | –    | 109  | 132  |
| Tour de FranceTour    | –    | –    | –    |
| Vuelta a EspañaVuelta | DNF  | –    | –    |